# EFAF Cup 2006
Navigation
Édition précédente Édition suivante
L'EFAF Cup 2006 est la 5e édition de l'EFAF Cup.

## Clubs participants
| Club                         | Pays        | Saison 2005                                                  |
| ---------------------------- | ----------- | ------------------------------------------------------------ |
| Amsterdam Crusaders          | Pays-Bas    | Champion des Pays-Bas                                        |
| Argonautes d'Aix-en-Provence | France      | Demi-finaliste du championnat de France                      |
| Berlin Adler                 | Allemagne   | Quart de finaliste du championnat d'Allemagne                |
| Hohenems Blue Devils         | Autriche    | Championnat d'Autriche Poule EFAF Cup                        |
| Eidsvoll 1814s               | Norvège     | Champion de Norvège Poule EFAF Cup                           |
| Giants de Bologne            | Italie      | Demi-finalite du championnat d'Italie                        |
| Giants de Graz               | Autriche    | Championnat d'Autriche                                       |
| Mercenaries de Marbourg      | Allemagne   | Demi-finaliste du championnat d'Allemagne Vainqueur EFAF Cup |
| PA Knights                   | Royaume-Uni | Vice-champion du Royaume-Uni                                 |
| Prague Lions                 | Tchéquie    | Champion de République Tchèque                               |
| Scorpions de Stuttgart       | Allemagne   | Quart de finaliste du championnat d'Allemagne                |
| Templiers d'Élancourt        | France      | Demi-finaliste du championnat de France Finaliste EFAF Cup   |
| Vålerenga Trolls             | Norvège     | Vice-champion de Norvège                                     |
| Winterthur Warriors          | Suisse      | Vice-champion de Suisse Poule EFAF Cup                       |
| Zurich Renegades             | Suisse      | Champion de Suisse Poule EFAF Cup                            |

## Calendrier / Résultats
| Qualifié pour les quarts de finale |

### Groupe A
| Groupe A                     |       |      |      |      |     |          |            |       |
| Club                         | Jour. | Vic. | Nuls | Déf. | Pts | Pts pour | Pts contre | Diff. |
| Mercenaries de Marbourg      | 2     | 2    | 0    | 0    | 6   | 77       | 40         | +37   |
| Giants de Bologne            | 2     | 1    | 0    | 1    | 3   | 76       | 70         | +6    |
| Argonautes d'Aix-en-Provence | 2     | 0    | 0    | 2    | 0   | 42       | 85         | +43   |

- 23 avril 2006 :

Giants 50 - 28 Argonautes
- 30 avril 2006 :

Mercenaries 42 - 26 Giants
- 7 mai 2006 :

Argonautes 14 - 35 Mercenaries

### Groupe B
| Groupe B         |       |      |      |      |     |          |            |       |
| Club             | Jour. | Vic. | Nuls | Déf. | Pts | Pts pour | Pts contre | Diff. |
| Eidsvoll 1814s   | 2     | 2    | 0    | 0    | 6   | 98       | 7          | +91   |
| PA Knights       | 2     | 1    | 0    | 1    | 3   | 67       | 39         | +28   |
| Vålerenga Trolls | 2     | 0    | 0    | 2    | 0   | 20       | 139        | -119  |

- 28 avril 2006 :

Knights 60 - 20 Trolls
- 29 avril 2006 :

Trolls 0 - 79 1814’s
- 7 mai 2006 :

1814’s 19 - 7 Knights

### Groupe C
| Groupe C               |       |      |      |      |     |          |            |       |
| Club                   | Jour. | Vic. | Nuls | Déf. | Pts | Pts pour | Pts contre | Diff. |
| Scorpions de Stuttgart | 2     | 2    | 0    | 0    | 6   | 90       | 19         | +71   |
| Hohenems Blue Devils   | 2     | 1    | 0    | 1    | 3   | 47       | 28         | +19   |
| Winterthur Warriors    | 2     | 0    | 0    | 2    | 0   | 14       | 104        | -90   |

- 9 avril 2006 :

Blue Devils 12 - 21 Scorpions
- 22 avril 2006 :

Warriors 7 - 35 Blue Devils
- 6 mai 2006 :

Scorpions 69 - 7 Warriors

### Groupe D
| Groupe D              |       |      |      |      |     |          |            |       |
| Club                  | Jour. | Vic. | Nuls | Déf. | Pts | Pts pour | Pts contre | Diff. |
| Zurich Renegades      | 2     | 2    | 0    | 0    | 6   | 81       | 26         | +55   |
| Templiers d'Élancourt | 2     | 1    | 0    | 1    | 3   | 36       | 43         | -7    |
| Amsterdam Crusaders   | 2     | 0    | 0    | 2    | 0   | 13       | 66         | -53   |

- 16 avril 2006 :

Templiers 23 - 0 Crusaders
- 29 avril 2006 :

Renegades 43 - 13 Templiers
- 7 mai 2006 :

Crusaders 13 - 38 Renegades

### Groupe E
| Groupe E       |       |      |      |      |     |          |            |       |
| Club           | Jour. | Vic. | Nuls | Déf. | Pts | Pts pour | Pts contre | Diff. |
| Giants de Graz | 2     | 2    | 0    | 0    | 6   | 59       | 26         | +33   |
| Berlin Adler   | 2     | 1    | 0    | 1    | 3   | 30       | 37         | -7    |
| Prague Lions   | 2     | 0    | 0    | 2    | 0   | 19       | 45         | -26   |

- 15 avril 2006 :

Adler 14 - 9 Lions
- 22 avril 2006 :

Lions 10 - 31 Giants
- 29 avril 2006 :

Giants 28 - 16 Adler

### Quarts de finale
- 20 juin 2006 :

1814’s 41 - 20 Giants de Bologne
Scorpions 12 - 20 Blue Devils
- 21 2006 :

Renegades 41 - 8 Knights
Mercenaries 28 - 31 Giants de Graz

### Demi-finales
- 10 juin 2006 :

1814’s 35 - 6 Blue Devils
Renegades 9 - 25 Giants de Graz

### Finale
- 8 juillet 2006 à Graz au Stadion Graz-Eggenberg devant 2600 spectateurs[1] :

Giants de Fraz 37 - 20 1814’s